# Coelichneumon sugiharai
Coelichneumon sugiharai är en stekelart som beskrevs av Tohru Uchida 1935. Coelichneumon sugiharai ingår i släktet Coelichneumon och familjen brokparasitsteklar. Inga underarter finns listade i Catalogue of Life.